# Раџнат Синг
Раџнат Синг (хинд. राजनाथ सिंह; 10. јул 1951) је индијски политичар који од 2019. године обавља функцију министра одбране Индије. Такође је потпредседник Лок сабхе. У два наврата је био председник Индијске народне партије, а обављао је и низ других министарских позиција.